# Józef Wincenty Swastek
Józef Wincenty Swastek, ang. Joseph Swastek (ur. 10 marca 1913 w Detroit, zm. 5 września 1977 w Pontiac) – polski duchowny katolicki, organizator polsko-amerykańskich badań historycznych.

## Życiorys
Święcenia kapłańskie przyjął w 1940 roku. Następnie odbył studia teologiczne i historyczne. Od 1943 był wykładowcą historii w Zakładach Naukowych w Orchard Lake, pełnił funkcję archiwisty archidiecezji Detroit. W 1948 wspólnie z Mieczysławem Haimanem i Oskarem Haleckim założył Polsko-Amerykańskie Towarzystwo Historyczne (Polish American Historical Association), był jego prezesem w latach 1949–1951. Redagował "Polish American Studies" i "Sodalis-Polonia". Był autorem prac z dziejów Polonii amerykańskiej. Od 1981 roku P-ATH przyznaje nagrodę jego imienia za najlepszy artykuł w "Polish American Studies".

## Publikacje
- Polonian Panorama, Orchard Lake: St. Mary's College 1946.
- Priest and pioneer rev. Leopold Moczygemba, Detroit: The Conventual Press 1951.
- Kapłan polonijny ks. Józef Dąbrowski, Orchard Lake: St. Mary's College 1969.
- A priest for all seasons : father Joseph Dabrowski, Orchand Lake: St. Mary's College 1969.
- The formative years of the Polish Seminary in the United States, Orchard Lake: Center for Polish Studies and Culture Orchard Lake Schools 1985.